# Tromikosoma
Tromikosoma is een geslacht van zee-egels uit de familie Echinothuriidae.

## Soorten
- Tromikosoma australe (Koehler, 1922)
- Tromikosoma hispidum (A. Agassiz, 1898)
- Tromikosoma koehleri Mortensen, 1903
- Tromikosoma panamense (A. Agassiz, 1898)
- Tromikosoma tenue (A. Agassiz, 1879)
- Tromikosoma uranus (Thomson, 1877)